# SUZUKI Inside Story
SUZUKI INSIDE STORY（スズキ・インサイドストーリー）は、TOKYO FMをキーステーションに2007年10月1日から2009年3月31日までJFN35局で放送されていたラジオ番組。SUZUKI一社提供。

## 放送時間
- 8:00 - 8:09 （「SKY」「クロノス」の1コーナーの扱い）

エフエム群馬、エフエム栃木、radio CUBE FM三重を除いた35局で放送されていた。

## 出演
- 坂井真紀

## 放送内容
坂井真紀が助手席に乗るパートナーとして、運転手に語りかけることで物語を展開していくラジオドラマ仕立てとなっている。基本的には人事異動で営業に回った鈴木君を指導する先輩の役だが、週によってはお得意先の部長さんの娘役や、所属している会社を退職した女性の役などを演じている。

## 備考
前身のSUZUKI Future Navi 、後身のSUZUKI Breakfast Newsとは異なり、生放送ではなかった。また、放送当時8時台に放送されていたRoots Presents マリーに聞いてゴー!、Honda SWEET MISSIONと同様にSKYやクロノスのパーソナリティーが出演していなかった。
提供アナウンス時に坂井が「TOKYO FMをキーステーションに全国35局ネットでお送りするこの番組は 小さな車 大きな未来 SUZUKIの提供でお送りします。」とアナウンスし、エンディング後には「TOKYO FMをキーステーションに全国35局ネットでお送りしたこの番組は 小さな車 大きな未来 SUZUKIの提供でお送りしました。そして、助手席で語りかけたのは坂井真紀でした。」とアナウンスしている。
提供はスズキだが、2008年7月21日現在、カウキャッチャー枠で、アースコンシャス関連、ヒッチハイク枠（2007年12月から始まった）でヤクルト本社、FMケータイ、そして20秒CMが流れる。
ヒッチハイク枠の20秒CMは、各局によって放送されるCMが異なる。FM OSAKA、e-radioではアースコンシャス関連、Kiss-FM KOBEでは全国の民放ラジオ・テレビまたはBPO、HFMではローカルCM、FM香川ではOPEN SESAME!などの番宣となる。「SUZUKI Future Navi」時代から流れている。
過去にはカウキャッチャー枠でジョージア缶コーヒー（2007年12月～3月）、ヒッチハイク枠でANA（スキップサービス 10秒）（2007年12月～2008年1月第3週）、アースコンシャス関連（10秒）（ANAと同じ）、カーコンビニ倶楽部（2008年4月）、シートベルト・チャイルドシート着用推進協議会（2008年6月第1週）、番宣（2008年1月第4週～3月・6月第1週・6月23日～30日）、サノフィ・アベンティス（2008年5月19日～30日・6月23日～7月18日）が流れた。